# Lumina interioară (Star Trek: Generația următoare)
„Lumina interioară” (titlu original: „The Inner Light”) este al 25-lea episod din al cincilea sezon al serialului TV american științifico-fantastic Star Trek: Generația următoare și al 125-lea episod în total. A avut premiera la 1 iunie 1992.
Episodul a fost regizat de Peter Lauritson după un scenariu de Morgan Gendel și Peter Allan Fields după o poveste de Morgan Gendel.

## Prezentare
O sondă spațială inițiază o legătură telepatică cu Jean-Luc Picard, determinându-l pe acesta să trăiască o viață întreagă ca un bărbat însurat într-o civilizație distrusă cu un mileniu în urmă, totul în douăzeci și cinci de minute. 

## Actori ocazionali
- Margot Rose – Eline
- Richard Riehle – Batai
- Scott Jaeck – Ressik Administrator
- Jennifer Nash – (adult) Meribor
- Patti Yasutake – Alyssa Ogawa
- Daniel Stewart – Batai, Son of Kamin[3]